# Laredo, Texas
Laredo, stad i Webb County i delstaten Texas, USA med 231 470 invånare (2006). Laredo är administrativ huvudort (county seat) i Webb County. Staden ligger vid gränsen mot Mexiko på Rio Grandes norra strand mittemot Nuevo Laredo.